# 21st Street-Queensbridge
21st Street-Queensbridge is een station van de metro van New York aan de 63rd Street Line in Queens. Het station is geopend in 1989. Lijn  maakt gebruik van dit station.
 ·  ·  ·  ·  ·  ·  ·  ·  · 